# Чистова, Нина Васильевна
Ни́на Васи́льевна Чисто́ва (род. 11 мая 1931, Москва) — советская артистка балета, солистка Большого театра СССР, педагог.

## Биография
В 1951 году окончила Московское хореографическое училище (класс Г. П. Петровой). Будучи ученицей МХУ, исполнила партию Маши-принцессы в спектакле МХУ «Щелкунчик» (1951, балетмейстер В. И. Вайнонен). В 1951—1972 годах — артистка балета Большого театра СССР, где занималась с педагогами М. Т. Семёновой и Т. П. Никитиной. Чистова совершенствовала мастерство балерины в Ленинградском театре оперы и балета имени С. М. Кирова в классе у Н. М. Дудинской.
Выдающийся русский хореограф К. Я. Голейзовский высоко ценил дарование Нины Чистовой. О балерине хореограф писал: «Она завоевала наше призвание, создав ряд великолепных поэтических образов в балетах. Её хореография так же призрачна, сказочна и хрупка, как её внешность. Техника, которой она владеет в совершенстве, не бросается в глаза, и в этом она тождественна с Улановой. Её танцы и её внешность не разъединимы. Когда она склоняет голову, она напоминает ландыш, когда поднимает вверх удивительно выразительные руки — перед глазами ветви плакучей ивы…».
В 1984 году окончила факультет журналистики Московского государственного университета.

## Репертуар (основные партии)
- «Спящая красавица» (балетм. М. Петипа, М. М. Габович, А. М. Мессерер) — Принцесса Флорина
- «Медный всадник» (балетм. Р. В. Захаров) — Параша
- «Бахчисарайский фонтан» (балетм. Р. В. Захаров) — Мария
- «Лебединое озеро» (балетм. М. Петипа, Л. Иванов, А. Горский) — Одетта-Одиллия
- «Вальпургиева ночь» (балетм. Л. М. Лавровский) — Вакханка
- «Шурале» (балетм. Л. В. Якобсон) — Девушка-птица
- «Шопениана» (балетм. М. М. Фокин) — Солистка (Прелюд, 7-й Вальс, Мазурка)
- «Жизель» (балетм. Ж.Коралли, Ж. Перро, М. Петипа, Л. Лавровский) — Мирта
- «Каменный цветок» (балетм. Ю. Н. Григорович) — Катерина
- «Дон Кихот» (балетм. А. А. Горский) — Повелительница дриад
- «Гаянэ» (балетм. В. И. Вайнонен) — Мариам

## Педагог
В 1972—1988 — педагог классического танца в Московском государственном хореографическом училище.

В 1989—1991 — ассистент балетмейстера Ю. Григоровича в Софийской Народной опере (Болгария). 

В 1992—1994 — педагог-репетитор в Московском детском музыкальном театре имени Н. И. Сац. 

В 1992—1993 — педагог классического танца в балетной школе Нагои (Япония). 

В 1997—1998 — педагог балетной школы Александрии (Египет). 

В 1993—2003 — педагог классического танца в Академии хореографии при Новом гуманитарном университете Н. Нестеровой.

В 2003—2007 — педагог классического танца в Московском государственном университете культуры и искусств.

## Фильмография
Снялась в роли балерины Раисы Красовской в художественном фильме «Я вас любил…».

## Награды и премии
- Лауреат IV Всемирного фестиваля молодёжи и студентов в Москве (1957, 1-я премия и Золотая медаль).
- Орден «Знак Почёта» (15.09.1959).

## Сочинения
- Линия жизни: Незабываемая: Памяти русской балерины Наталии Бессмертновой (1941—2008). Редактор-составитель А. Г. Колесников — М.: Театралис, 2008. — С. 163−167.
- В Шекспировском спектакле, «Советский артист», 1956, 22 октября.
- Возобновлённое знакомство, «Советский артист», 1976, 29 октября.
- Новая встреча с польским балетом, «Музыкальная жизнь», 1977, № 2.